# Lac Tasiujaq (Tursujuqs nationalpark)
Lac Tasiujaq,  tidigare Lac Guillaume-Delisle (franska) och Richmond Gulf (engelska), är en sjöliknande vik på Hudsonvikens östra sida i Kanada.   Den ligger i regionen Nord-du-Québec i provinsen Québec, i den östra delen av landet, 1 200 km norr om huvudstaden Ottawa. Lac Tasiujaq ligger 159 meter över havet. Arean är 712 kvadratkilometer. Sjön ligger i Tursujuqs nationalpark.
De två största öarna är Île Qikirtaaluk Tarrasi och Île Cairn.
Trakten runt Lac Tasiujaq  är nära nog obefolkad, med mindre än två invånare per kvadratkilometer.